# Valmet Vihuri
 (décembre 2023).
Si vous disposez d'ouvrages ou d'articles de référence ou si vous connaissez des sites web de qualité traitant du thème abordé ici, merci de compléter l'article en donnant les références utiles à sa vérifiabilité et en les liant à la section « Notes et références ».
Le Valmet Vihuri était un avion d'entraînement militaire construit en Finlande dans les années 1950.

## Conception
Malgré leurs problèmes économiques, l'avionneur Valmet a commencé à concevoir un nouvel avion au début des années 1950, pour remplacer le  VL Pyry de l'armée de l'air finlandaise. Martti Vainio était le concepteur en chef du projet. La majeure partie de la planification a été réalisée par les ingénieurs aéronautiques L. Hämäläinen et T. Mäntysalo en 1948–49. Le Bristol Mercury, alors fabriqué sous licence en Finlande pour le bombardier Bristol Blenheim , a été choisi comme moteur, car il était facilement disponible. Le prototype (VH-1) effectue son premier vol le 6 février 1951, à Tampere , piloté par le capitaine Esko Halme. Après des vols d'essai réussis, la FAF a commandé 30 avions de série, appelés Valmet Vihuri II , le 27 février 1951. À l'automne 1954, l'armée de l'air a commandé 20 autres avions de la version développée Valmet Vihuri III . Tous les appareils de la troisième version sont remis à l'Armée de l'Air le 15 janvier 1957. Valmet a construit 51 Vihuris dans trois versions différentes à Kuorevesi et Tampere. Les avions avait les codes d'immatriculation VH-1 à VH-51.

### Aéronefs comparables
- CAC CA-25 Winjeel
- Hunting Percival Provost
- Fokker S.11 Instructor